# Großer Preis von Japan 2007
Der Große Preis von Japan 2007 (offiziell 2007 Formula 1 Fuji Television Japanese Grand Prix) fand am 30. September auf dem Fuji Speedway in Oyama (Shizuoka) statt und war das 15. Rennen der Formel-1-Weltmeisterschaft 2007.

## Berichte

### Hintergrund
Es war das erste Mal seit 1977, dass wieder ein Großer Preis von Japan auf dem Fuji Speedway ausgetragen wurde.
Nach dem Großen Preis von Belgien führte Lewis Hamilton in der Fahrerwertung mit zwei Punkten vor Fernando Alonso und mit 13 Punkten vor Kimi Räikkönen. Aufgrund der Spionage-Affäre wurden McLaren-Mercedes alle Konstrukteursmeisterschaftspunkte aberkannt. In der Konstrukteurswertung stand nach dem Rennen in Belgien somit Ferrari bereits als Weltmeisterteam fest. Sie führten uneinholbar mit 75 Punkten vor BMW Sauber und mit 122 Punkten vor Renault.
Mit Alonso, Rubens Barrichello und Räikkönen (jeweils einmal) traten drei ehemalige Sieger zu diesem Grand Prix an.

### Training
Im ersten freien Training fuhr Räikkönen mit 1:19,119 Minuten die schnellste Runde vor Felipe Massa und Alonso.
Am Nachmittag fuhr Hamilton mit 1:18,734 Minuten Bestzeit. Zweiter wurde Alonso, Massa Dritter.
Im letzten freien Training wurde Alexander Wurz mit 1:32.746 Minuten Erster vor Nico Rosberg und Jarno Trulli. Sie waren die einzigen, die eine Zeit fuhren. Nach vier Minuten war die Session beendet worden, da wegen starken Nebels der Rettungshubschrauber nicht starten konnte. Der Beginn des dritten freien Trainings war zuvor bereits zweimal um fünfzehn Minuten verschoben worden.

### Qualifikation
Das Qualifying bestand aus drei Teilen mit einer Nettolaufzeit von 45 Minuten. Im ersten Qualifying-Segment (Q1) hatten die Fahrer 18 Minuten Zeit, um sich für das Rennen zu qualifizieren. Alle Fahrer, die im ersten Abschnitt eine Zeit erzielten, die maximal 107 Prozent der schnellsten Rundenzeit betrug, qualifizierten sich für den Grand Prix. Die besten 16 Fahrer erreichten den nächsten Teil. Massa war Schnellster. Die beiden Spyker, beide Super Aguri, Wurz und Barrichello schieden aus. Aufgrund eines Unfalles zwischen Ralf Schumacher und Sakon Yamamoto, bei dem sich Schumacher sein Auto zerstörte, konnte er nicht am zweiten Qualifikationsabschnitt teilnehmen.
Der zweite Abschnitt (Q2) dauerte 15 Minuten. Die schnellsten zehn Piloten qualifizierten sich für den dritten Teil des Qualifyings. Hamilton war Schnellster. Die beiden Toyota, beide Renault, Vitantonio Liuzzi und David Coulthard schieden aus.
Der letzte Abschnitt (Q3) ging über eine Zeit von zwölf Minuten, in denen die ersten zehn Startpositionen vergeben wurden. Hamilton fuhr mit einer Rundenzeit von 1:25,368 Minuten die Bestzeit vor Alonso und Räikkönen und sicherte sich so seine insgesamt fünfte Pole-Position.

### Rennen
Rosberg war wegen eines Motorenwechsels um zehn Startplätze von Platz sechs auf 16 zurückversetzt worden. Wegen starken Regens wurde das Rennen hinter dem Safety-Car gestartet. Die Aufwärmrunde fiel aus. Liuzzi, der aus der Box startete, wartete irrtümlich die vermeintliche Aufwärmrunde ab und hatte ab da bereits eine Runde Rückstand. Massa und Räikkönen, die entgegen der Anweisung der Rennleitung auf Intermediates statt Full-Wets gestartet waren, mussten zum Reifenwechsel an die Box und fielen dadurch ans Ende des Feldes zurück. Nach einem Dreher bekam Massa eine Durchfahrtsstrafe wegen Überholens des Safety-Cars. Die Rennbedingungen wurden von vielen Fahrern als grenzwertig empfunden, was im Boxenfunk auch vernehmbar war.
Erst in Runde 20 endete die Safety-Car-Phase und das Rennen wurde freigegeben. Hamilton blieb in Führung vor Alonso und Nick Heidfeld. Zwischen Heidfeld und Jenson Button kam es zu einer Kollision. Die McLaren konnten sich in der Folge absetzen, Sebastian Vettel kämpfte sich bis auf Platz drei vor und lag vor Mark Webber, welcher mit einer Lebensmittelvergiftung ins Rennen gegangen war.
Wurz drehte sich, es kam zu einer Berührung mit Massa, die in Runde 19 das Rennende für Wurz bedeutete. Zwischen Hamilton und Robert Kubica kam es ebenfalls zu einer Berührung, die zu einer Durchfahrtsstrafe für Kubica führte. Auch zwischen Alonso und Vettel kam es zu einer Berührung, nach der Alonso den Rest seines Rennens mit einem leicht beschädigten Fahrzeug weiterfuhr.
Nach seinem Boxenstopp in Runde 27 leistete sich Alonso einen Dreher, der dazu führte, dass vier andere Fahrer an ihm vorbeiziehen konnten. Hamilton, der eine Runde später zum Boxenstopp kam, blieb klar vor Alonso. Infolge der Boxenstopps war Vettel kurzzeitig in Führung, fiel dann jedoch hinter Webber zurück. Obwohl Webber sich mitten im Rennen übergeben musste, fuhr er ein starkes Rennen. Er und Vettel waren auf Podiumskurs.

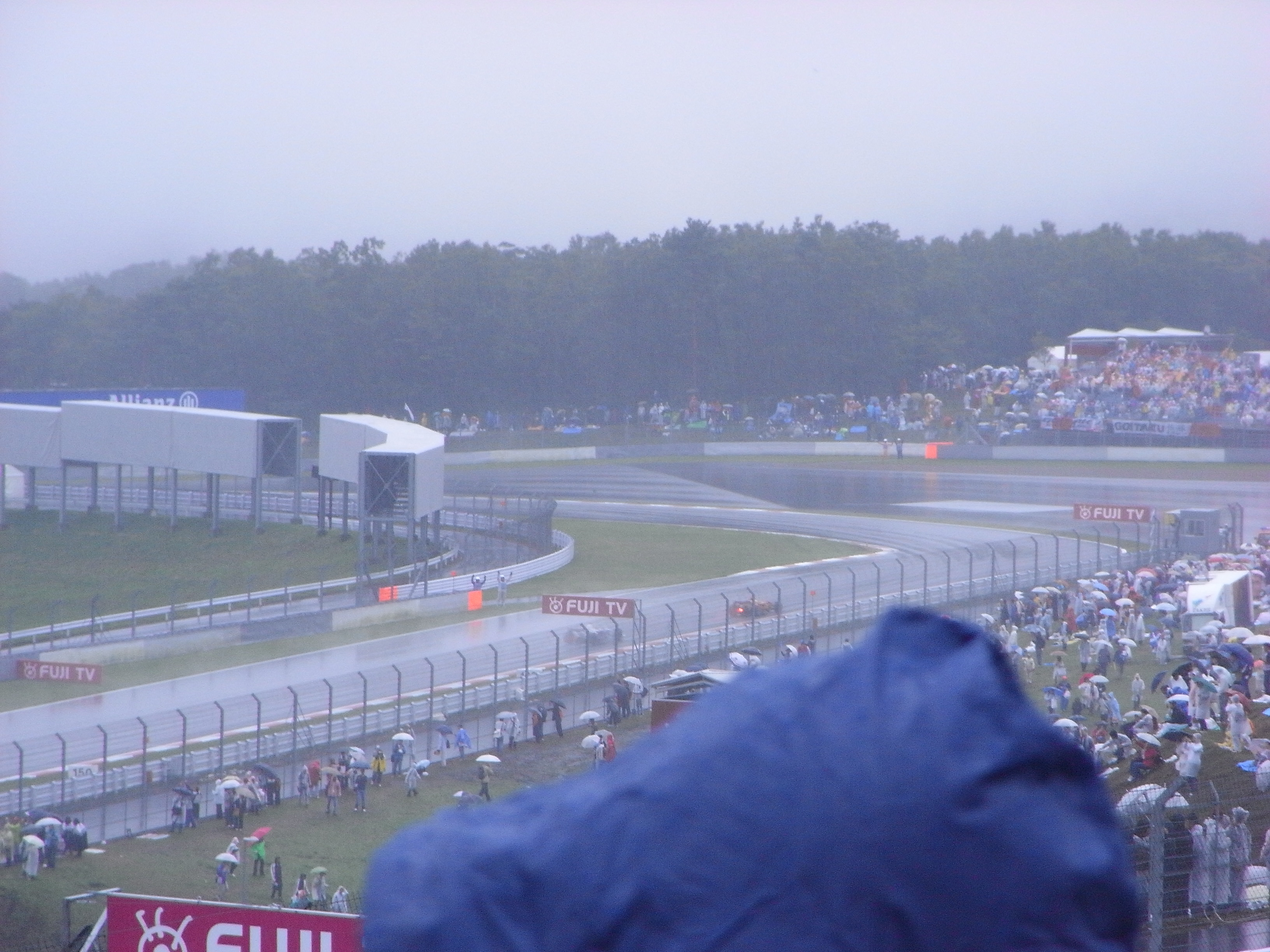
Ein Blick auf die verregnete Strecke während des Rennens

In Runde 41 verlor Alonso sein Fahrzeug wegen Aquaplanings und schied aus. Es folgte eine weitere Safety-Car-Phase. Webber wurde hinter dem Safety-Car von Vettel von der Strecke geschoben. Beide mussten das Rennen aufgeben.

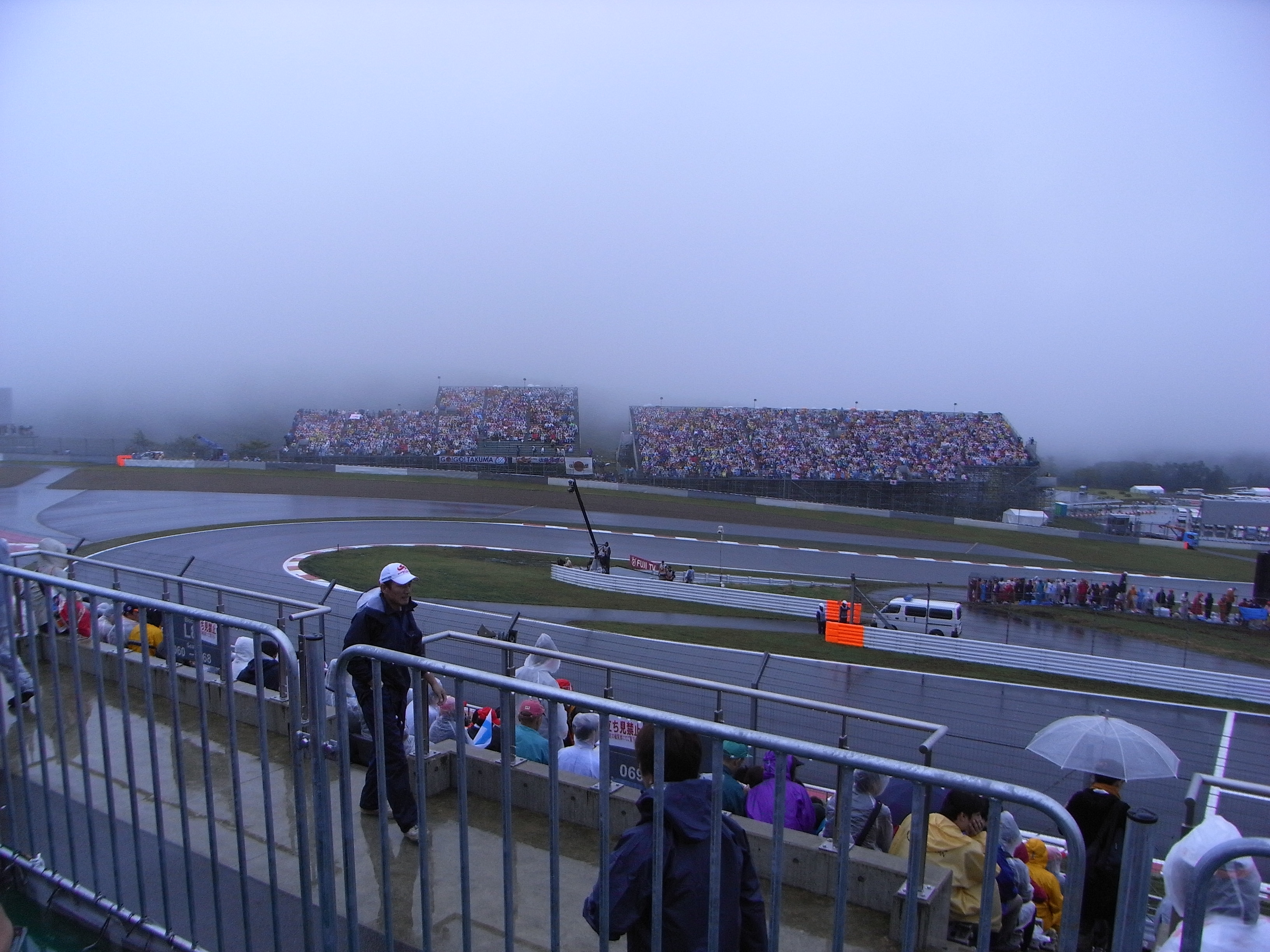
Blick auf die erste Kurve

In Runde 49 wurde das Rennen wieder freigegeben. Es führte Hamilton vor Heikki Kovalainen und Massa. Massa konnte jedoch nicht durchfahren und musste nochmal zum Nachtanken an die Box. Coulthard wurde von Räikkönen überholt, der nach dem Boxenstopp von Massa Dritter war. Räikkönen versuchte Kovalainen anzugreifen, der seinen zweiten Platz jedoch verteidigte. Hamilton gewann das Rennen vor den beiden Finnen Kovalainen und Räikkönen, Coulthard wurde Vierter, Fisichella landete auf Platz fünf. Heidfeld musste seinen Wagen in der vorletzten Runde abstellen, er wurde nur 14. Für Hamilton war es der vierte Sieg in der Formel-1-Weltmeisterschaft.
Gegen Ende des Rennens lieferten sich Massa und Kubica ein hartes Duell, das erst in der letzten Kurve entschieden wurde. Massa wurde Sechster vor Kubica und Liuzzi. Sutil wurde Neunter. Schumacher fiel in Runde 55 mit Reifenschaden aus, Anthony Davidson musste in Runde 54 wegen Problemen mit dem Gaspedal aufgeben, Rosberg wegen seiner Elektrik in Runde 49.
Nach dem Rennen wurde Vettel für seine Kollision mit Webber mit einer Rückversetzung um zehn Startplätze beim Großen Preis von China bestraft. Liuzzi wurde für Überholen unter gelber Flagge in Runde 55 nachträglich mit einer 25-Sekunden-Zeitstrafe belegt. Er fiel dadurch von Rang acht auf Rang neun zurück. Für Adrian Sutil und das Spyker-Team bedeutete dies den ersten Punkt in der Formel-1-Weltmeisterschaft.

## Meldeliste
| Team                        | Nr. | Fahrer               | Chassis           | Motor                | Reifen |
| --------------------------- | --- | -------------------- | ----------------- | -------------------- | ------ |
| Vodafone McLaren Mercedes   | 01  | Fernando Alonso      | McLaren MP4-22    | Mercedes-Benz 2.4 V8 | B      |
| Vodafone McLaren Mercedes   | 02  | Lewis Hamilton       | McLaren MP4-22    | Mercedes-Benz 2.4 V8 | B      |
| ING Renault F1 Team         | 03  | Giancarlo Fisichella | Renault R27       | Renault 2.4 V8       | B      |
| ING Renault F1 Team         | 04  | Heikki Kovalainen    | Renault R27       | Renault 2.4 V8       | B      |
| Scuderia Ferrari Marlboro   | 05  | Felipe Massa         | Ferrari F2007     | Ferrari 2.4 V8       | B      |
| Scuderia Ferrari Marlboro   | 06  | Kimi Räikkönen       | Ferrari F2007     | Ferrari 2.4 V8       | B      |
| Honda Racing F1 Team        | 07  | Jenson Button        | Honda RA107       | Honda 2.4 V8         | B      |
| Honda Racing F1 Team        | 08  | Rubens Barrichello   | Honda RA107       | Honda 2.4 V8         | B      |
| BMW Sauber F1 Team          | 09  | Nick Heidfeld        | BMW Sauber F1.07  | BMW 2.4 V8           | B      |
| BMW Sauber F1 Team          | 10  | Robert Kubica        | BMW Sauber F1.07  | BMW 2.4 V8           | B      |
| Panasonic Toyota Racing     | 11  | Ralf Schumacher      | Toyota TF107      | Toyota 2.4 V8        | B      |
| Panasonic Toyota Racing     | 12  | Jarno Trulli         | Toyota TF107      | Toyota 2.4 V8        | B      |
| Red Bull Racing             | 14  | David Coulthard      | Red Bull RB3      | Renault 2.4 V8       | B      |
| Red Bull Racing             | 15  | Mark Webber          | Red Bull RB3      | Renault 2.4 V8       | B      |
| AT&T Williams               | 16  | Nico Rosberg         | Williams FW29     | Toyota 2.4 V8        | B      |
| AT&T Williams               | 17  | Alexander Wurz       | Williams FW29     | Toyota 2.4 V8        | B      |
| Scuderia Toro Rosso         | 18  | Vitantonio Liuzzi    | Toro Rosso STR-02 | Ferrari 2.4 V8       | B      |
| Scuderia Toro Rosso         | 19  | Sebastian Vettel     | Toro Rosso STR-02 | Ferrari 2.4 V8       | B      |
| Etihad Aldar Spyker F1 Team | 20  | Adrian Sutil         | Spyker F8-VII     | Ferrari 2.4 V8       | B      |
| Etihad Aldar Spyker F1 Team | 21  | Sakon Yamamoto       | Spyker F8-VII     | Ferrari 2.4 V8       | B      |
| Super Aguri F1 Team         | 22  | Takuma Satō          | Super Aguri SA07  | Honda 2.4 V8         | B      |
| Super Aguri F1 Team         | 23  | Anthony Davidson     | Super Aguri SA07  | Honda 2.4 V8         | B      |

## Klassifikation

### Qualifying
| Pos. | Fahrer               | Konstrukteur       | Q1       | Q2         | Q3       | Start |
| ---- | -------------------- | ------------------ | -------- | ---------- | -------- | ----- |
| 01   | Lewis Hamilton       | McLaren-Mercedes   | 1:25,390 | 1:24,753   | 1:25,368 | 01    |
| 02   | Fernando Alonso      | McLaren-Mercedes   | 1:25,379 | 1:24,806   | 1:25,438 | 02    |
| 03   | Kimi Räikkönen       | Ferrari            | 1:25,390 | 1:24,988   | 1:25,516 | 03    |
| 04   | Felipe Massa         | Ferrari            | 1:25,359 | 1:25,049   | 1:25,765 | 04    |
| 05   | Nick Heidfeld        | BMW Sauber         | 1:25,971 | 1:25,248   | 1:26,505 | 05    |
| 06   | Nico Rosberg         | Williams-Toyota    | 1:26,579 | 1:25,816   | 1:26,728 | 15    |
| 07   | Jenson Button        | Honda              | 1:26,614 | 1:25,454   | 1:26,913 | 06    |
| 08   | Mark Webber          | Red Bull-Renault   | 1:25,970 | 1:25,535   | 1:26,914 | 07    |
| 09   | Sebastian Vettel     | Toro Rosso-Ferrari | 1:25,971 | 1:25,909   | 1:26,973 | 08    |
| 10   | Robert Kubica        | BMW Sauber         | 1:26,300 | 1:25,530   | 1:27,225 | 09    |
| 11   | Giancarlo Fisichella | Renault            | 1:26,909 | 1:26,033   | –        | 10    |
| 12   | Heikki Kovalainen    | Renault            | 1:27,223 | 1:26,232   | –        | 11    |
| 13   | David Coulthard      | Red Bull-Renault   | 1:26,904 | 1:26,247   | –        | 12    |
| 14   | Jarno Trulli         | Toyota             | 1:26,711 | 1:26,253   | –        | 13    |
| 15   | Vitantonio Liuzzi    | Toro Rosso-Ferrari | 1:27,234 | 1:26,948   | –        | Box   |
| 16   | Ralf Schumacher      | Toyota             | 1:27,191 | keine Zeit | –        | 14    |
| 17   | Rubens Barrichello   | Honda              | 1:27,323 | –          | –        | 16    |
| 18   | Alexander Wurz       | Williams-Toyota    | 1:27,454 | –          | –        | 17    |
| 19   | Anthony Davidson     | Super Aguri-Honda  | 1:27,564 | –          | –        | 18    |
| 20   | Adrian Sutil         | Spyker-Ferrari     | 1:28,628 | –          | –        | 19    |
| 21   | Takuma Satō          | Super Aguri-Honda  | 1:28,792 | –          | –        | 20    |
| 22   | Sakon Yamamoto       | Spyker-Ferrari     | 1:29,668 | –          | –        | 21    |

Anmerkungen
1. ↑  Rosberg erhielt aufgrund eines Motorenwechsels eine Startplatzstrafe von zehn Plätzen.
2. ↑  Liuzzi startete aus der Boxengasse, nachdem er sich für ein Trockenwetter-Setup für das Rennen entschieden hatte
3. ↑  Durch einen Unfall im Q1, bei dem er sich sein Auto zerstörte, konnte Schumacher im Q2 keine Zeit setzen.

### Rennen
| Pos. | Fahrer               | Konstrukteur       | Runden | Stopps | Zeit        | Start | Schnellste Runde |
| ---- | -------------------- | ------------------ | ------ | ------ | ----------- | ----- | ---------------- |
| 01   | Lewis Hamilton       | McLaren-Mercedes   | 67     | 1      | 2:00:34,579 | 01    | 1:28,193 (27.)   |
| 02   | Heikki Kovalainen    | Renault            | 67     | 1      | + 8,377     | 11    | 1:29,655 (34.)   |
| 03   | Kimi Räikkönen       | Ferrari            | 67     | 3      | + 9,478     | 03    | 1:29,619 (29.)   |
| 04   | David Coulthard      | Red Bull-Renault   | 67     | 1      | + 20,297    | 12    | 1:30,086 (56.)   |
| 05   | Giancarlo Fisichella | Renault            | 67     | 1      | + 38,864    | 10    | 1:30,387 (33.)   |
| 06   | Felipe Massa         | Ferrari            | 67     | 4      | + 49,042    | 04    | 1:29,588 (32.)   |
| 07   | Robert Kubica        | BMW Sauber         | 67     | 2      | + 49,285    | 09    | 1:29,021 (32.)   |
| 08   | Adrian Sutil         | Spyker-Ferrari     | 67     | 1      | + 1:00,129  | 19    | 1:31,891 (54.)   |
| 09   | Vitantonio Liuzzi    | Toro Rosso-Ferrari | 67     | 2      | + 1:20,622  | Box   | 1:30,653 (35.)   |
| 10   | Rubens Barrichello   | Honda              | 67     | 2      | + 1:28,342  | 16    | 1:31,060 (57.)   |
| 11   | Jenson Button        | Honda              | 66     | 1      | + 1 Runde   | 06    | 1:31,951 (58.)   |
| 12   | Sakon Yamamoto       | Spyker-Ferrari     | 66     | 2      | + 1 Runde   | 21    | 1:32,130 (33.)   |
| 13   | Jarno Trulli         | Toyota             | 66     | 2      | + 1 Runde   | 13    | 1:32,414 (55.)   |
| 14   | Nick Heidfeld        | BMW Sauber         | 65     | 1      | + 2 Runden  | 05    | 1:29,084 (28.)   |
| 15   | Takuma Satō          | Super Aguri-Honda  | 65     | 3      | + 2 Runden  | 20    | 1:31,507 (54.)   |
| –    | Ralf Schumacher      | Toyota             | 55     | 3      | DNF         | 14    | 1:30,865 (33.)   |
| –    | Anthony Davidson     | Super Aguri Honda  | 54     | 1      | DNF         | 18    | 1:31,803 (27.)   |
| –    | Nico Rosberg         | Williams-Toyota    | 49     | 2      | DNF         | 15    | 1:29,926 (27.)   |
| –    | Sebastian Vettel     | Toro Rosso-Ferrari | 46     | 1      | DNF         | 08    | 1:29,057 (31.)   |
| –    | Mark Webber          | Red Bull-Renault   | 45     | 1      | DNF         | 07    | 1:28,940 (30.)   |
| –    | Fernando Alonso      | McLaren-Mercedes   | 41     | 1      | DNF         | 02    | 1:28,511 (25.)   |
| –    | Alexander Wurz       | Williams-Toyota    | 19     | 1      | DNF         | 17    | 2:05,636 (19.)   |

Anmerkungen
1. ↑  Liuzzi wurde nachträglich mit einer 25-Sekunden-Strafe wegen Überholens unter gelber Flagge belegt. Er fiel von Rang acht auf neun zurück.

## WM-Stände nach dem Rennen
Die ersten acht des Rennens bekamen 10, 8, 6, 5, 4, 3, 2 bzw. 1 Punkt(e).

### Fahrerwertung
| Pos. | Fahrer               | Konstrukteur     | Punkte |
| ---- | -------------------- | ---------------- | ------ |
| 01   | Lewis Hamilton       | McLaren-Mercedes | 107    |
| 02   | Fernando Alonso      | McLaren-Mercedes | 95     |
| 03   | Kimi Räikkönen       | Ferrari          | 90     |
| 04   | Felipe Massa         | Ferrari          | 80     |
| 05   | Nick Heidfeld        | BMW Sauber       | 56     |
| 06   | Robert Kubica        | BMW Sauber       | 31     |
| 07   | Heikki Kovalainen    | Renault          | 30     |
| 08   | Giancarlo Fisichella | Renault          | 21     |
| 09   | Nico Rosberg         | Williams-Toyota  | 15     |
| 10   | Alexander Wurz       | Williams-Toyota  | 13     |
| 11   | David Coulthard      | Red Bull-Renault | 13     |
| 12   | Mark Webber          | Red Bull-Renault | 10     |
| 13   | Jarno Trulli         | Toyota           | 7      |

| Pos. | Fahrer             | Konstrukteur                    | Punkte |
| ---- | ------------------ | ------------------------------- | ------ |
| 14   | Ralf Schumacher    | Toyota                          | 5      |
| 15   | Takuma Satō        | Super Aguri-Honda               | 4      |
| 16   | Jenson Button      | Honda                           | 2      |
| 17   | Adrian Sutil       | Spyker-Ferrari                  | 1      |
| 18   | Sebastian Vettel   | BMW Sauber / Toro Rosso-Ferrari | 1      |
| 19   | Rubens Barrichello | Honda                           | 0      |
| 20   | Vitantonio Liuzzi  | Toro Rosso-Ferrari              | 0      |
| 21   | Scott Speed        | Toro Rosso-Ferrari              | 0      |
| 22   | Anthony Davidson   | Super Aguri-Honda               | 0      |
| 23   | Sakon Yamamoto     | Spyker-Ferrari                  | 0      |
| 24   | Christijan Albers  | Spyker-Ferrari                  | 0      |
| –    | Markus Winkelhock  | Spyker-Ferrari                  | 0      |

### Konstrukteurswertung
| Pos. | Konstrukteur     | Punkte |
| ---- | ---------------- | ------ |
| 01   | Ferrari          | 170    |
| 02   | BMW Sauber       | 88     |
| 03   | Renault          | 51     |
| 04   | Williams-Toyota  | 28     |
| 05   | Red Bull-Renault | 23     |
| 06   | Toyota           | 12     |

| Pos. | Konstrukteur       | Punkte |
| ---- | ------------------ | ------ |
| 07   | Super Aguri-Honda  | 4      |
| 08   | Honda              | 2      |
| 09   | Spyker-Ferrari     | 1      |
| 10   | Toro Rosso-Ferrari | 0      |
| DSQ  | McLaren-Mercedes   | 202    |

Anmerkungen
1. ↑  Aufgrund der Spionageaffäre wurde McLaren-Mercedes im Vorfeld des Großen Preises von Belgien aus der Konstrukteurs-WM ausgeschlossen, zu einer Strafe von 100 Millionen US-$ verurteilt und verlor sämtliche Punkte. Die Fahrer durften ihre Punkte jedoch behalten.